# Idaea inobtrusa
Idaea inobtrusa är en fjärilsart som beskrevs av W. Warren 1898. Idaea inobtrusa ingår i släktet Idaea och familjen mätare. Inga underarter finns listade i Catalogue of Life.